# Bruch von Bad König und Etzen-Gesäß
Das Naturschutzgebiet Bruch von Bad König und Etzen-Gesäß liegt im Gebiet der Stadt Bad König im Odenwaldkreis in Südhessen. Es schützt einen Abschnitt der Mümlingaue.

## Lage
Das aus zwei Teilflächen bestehende Naturschutzgebiet erstreckt sich entlang der Mümling nordwestlich der Kernstadt Bad König und südwestlich von Etzen-Gesäß, einem Stadtteil von Bad König, in den Gemarkungen Bad König und Etzen-Gesäß. Das Gebiet wird von der Bahnstrecke der Odenwaldbahn durchschnitten. Am östlichen Rand des Gebietes verläuft die B 45 und nördlich die Landesstraße L 3318.

## Bedeutung
Das 42,66 ha große Gebiet steht seit dem Jahr 1980 unter der Kennung 1437005 unter Naturschutz. Die letztgültige Verordnung stammt vom 27. März 2001. Durch die Unterschutzstellung soll der naturnahe Auenbereich des Mümlingtals im Buntsandstein-Odenwald erhalten werden. Das Gebiet weist Fließgewässer, Auwald und andere Gehölzbestände, Grünland, insbesondere Feuchtwiesen, großflächige Röhrichtbestände und Seggenrieder auf. Diese bieten Lebensraum für schützenswerte Pflanzen, darunter Orchideenarten, und zahlreiche Tiere, vor allem Vogelarten, Amphibien, Fische und Insekten.
Die Grünlandflächen sollen durch extensive Bewirtschaftung offengehalten werden, Düngung oder Pflanzenschutzmittel sind nicht erlaubt.

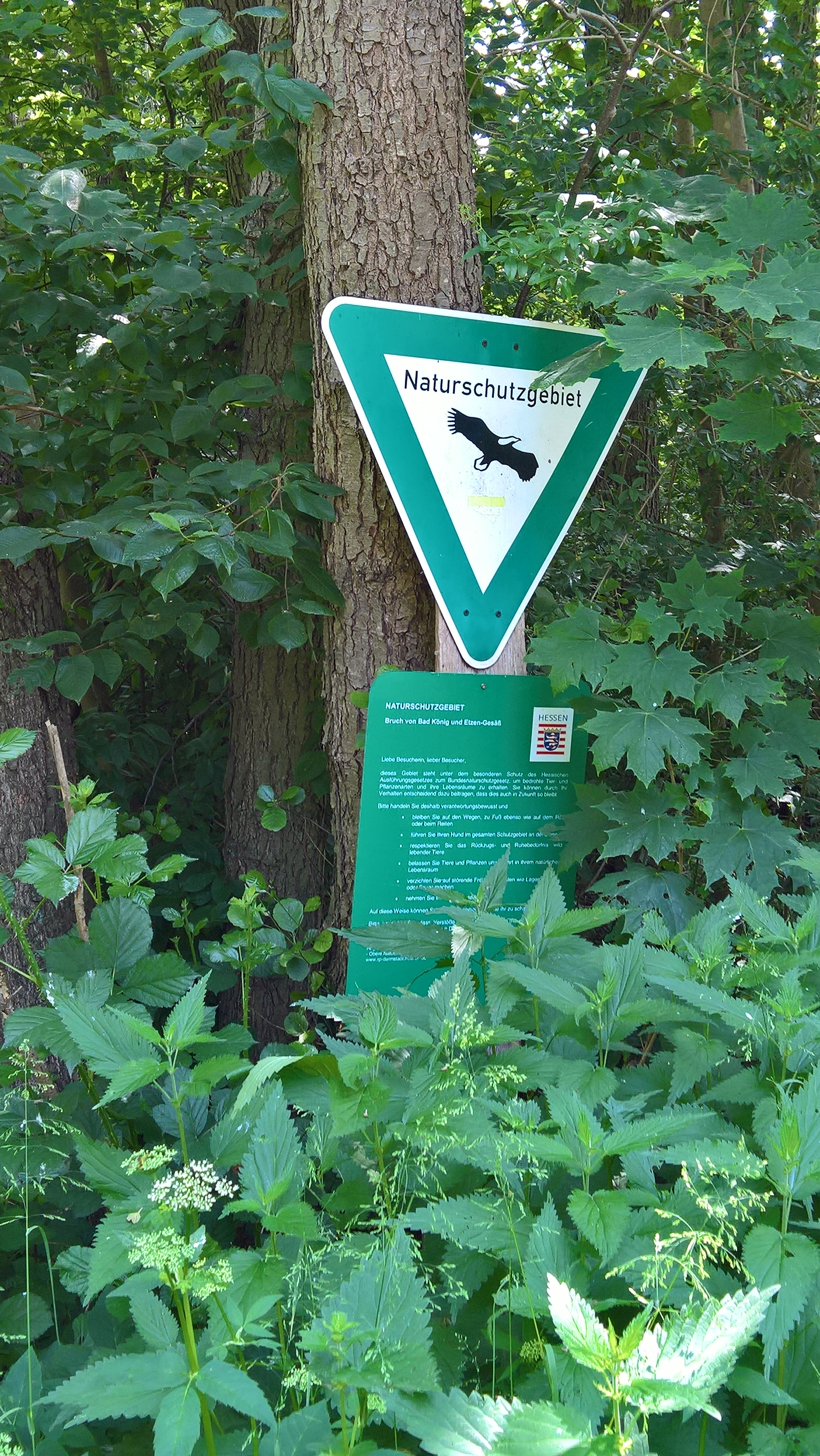
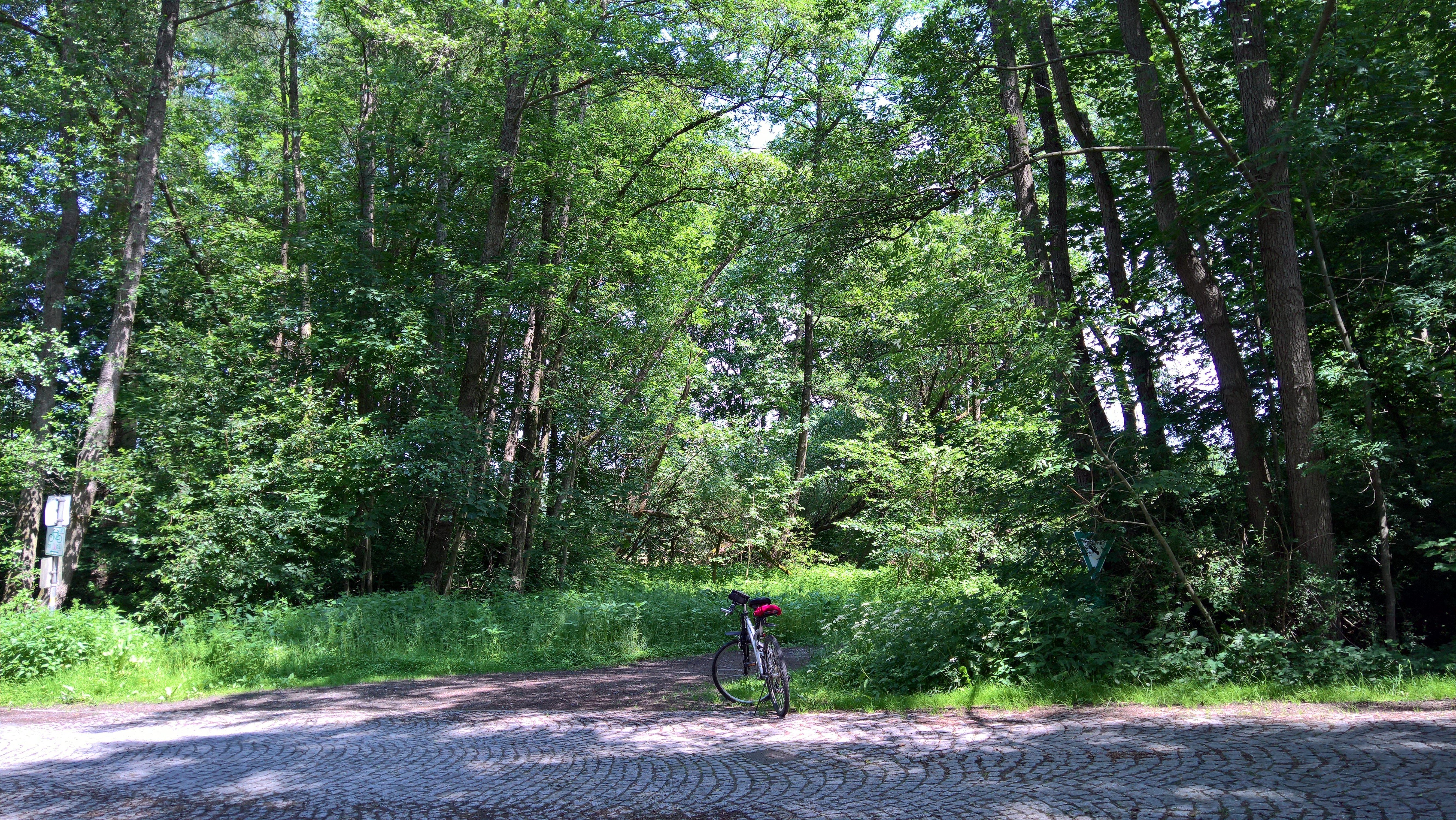